# Мотор (хокейний клуб, Чеські Будейовиці)
ХК «Мотор» Чеські Будейовиці (чеськ. HC Motor České Budějovice) — хокейний клуб з м. Чеські Будейовиці, Чехія. Заснований у 1928 році. У 1928—1948 — АЦ «Стадіон»; в 1948—1949 — «Сокол-Стадіон»; в 1949—1950 — ОД, в 1950—1952 — СКП, в 1952—1965 — «Славой», у 1993—2006 — ХК «Чеські Будейовиці», у 2006—2013 — «ХК Маунтфілд», з 2013 — «Мотор». До 2013 виступав у чемпіонаті Чеської Екстраліги; з 2013 — у Першій лізі. 
Чемпіон Чехословаччини (1951), срібний призер (1981). Бронзовий призер чемпіонату Чехії (1995, 2022).
Домашні ігри команда проводить на «Будвар-Арені» (6421). Офіційні кольори клубу червоний і білий.
Найсильніші гравці різних років: 
- воротарі: І. Кроупа, З. Червений, Ян Водічка, Петр Бржиза;
- захисники: Ф. Вацовський, Я. Лідрал, К. Масопуст, Мирослав Дворжак, Л. Колда, Р. Уханек, Йозеф Меліхар;
- нападаники: Їржі Мацеліс, Франтішек Мізера, Ченек Піха, Властіміл Гайшман, Ярослав Поузар, Норберт Крал, Владімір Цалдр, Ярослав Корбела, Їржі Лала.

У 1951 році клуб тренував Вацлав Пілоушек.